# Lijst van Belgische ministeries
Dit is een lijst van Belgische ministeries.

## Federale overheid
Tijdens de eerste regering-Verhofstadt (1999-2003) was de modernisering van de federale overheidsdiensten een van de belangrijke beleidspunten. Dit hervormingsplan werd bekend als het "Copernicusplan", zoals uiteengezet in het document "Naar een modernisering van de openbare besturen", of de "Copernicus-nota" van 16 februari 2000. Een van de gevolgen van de uitvoering van dit plan was, dat de federale ministeries omgevormd werden tot federale overheidsdiensten (FOD) en programmatorische federale overheidsdiensten (POD).

### Federale overheidsdiensten
De volgende federale overheidsdiensten werden opgericht:

#### Horizontale FOD's
- Federale Overheidsdienst Kanselarij van de Eerste Minister: opgericht bij Koninklijk Besluit van 15 mei 2001 als "FOD Kanselarij en Algemene Diensten"; de naam werd veranderd door een K.B. van 4 september 2002.
- Federale Overheidsdienst Beleid en Ondersteuning (ontstaan in 2017 door fusie van onder meer de Federale Overheidsdienst Personeel en Organisatie, de Federale Overheidsdienst Informatie- en Communicatietechnologie (Fedict) en de Federale Overheidsdienst Budget en Beheerscontrole).

#### Verticale FOD's
- Federale Overheidsdienst Binnenlandse Zaken: K.B. van 14 januari 2002
- Federale Overheidsdienst Buitenlandse Zaken, Buitenlandse Handel en Ontwikkelingssamenwerking: K.B. van 8 maart 2002
- Federale Overheidsdienst Justitie: K.B. van 23 mei 2001
- Federale Overheidsdienst Financiën: K.B. van 17 februari 2002
- Federale Overheidsdienst Mobiliteit en Vervoer: K.B. van 20 november 2001
- Federale Overheidsdienst Economie, K.M.O., Middenstand en Energie: bij K.B. van 25 februari 2002
- Federale Overheidsdienst Werkgelegenheid, Arbeid en Sociaal Overleg: K.B. van 3 februari 2002
- Federale Overheidsdienst Sociale Zekerheid: K.B. van 23 mei 2001
- Federale Overheidsdienst Volksgezondheid, Veiligheid van de Voedselketen en Leefmilieu: K.B. van 23 mei 2001

#### Opmerking
- Het Ministerie van Landsverdediging is nog niet omgevormd tot een FOD. Er is nog geen oprichtingsbesluit verschenen van de "FOD Defensie", hoewel deze naam reeds op de officiële website in gebruik is. In de in 2008 verschenen oriëntatienota van toenmalig minister van defensie Pieter De Crem werd de omvorming wel voorzien maar is inmiddels nog niet gerealiseerd.

### Programmatorische federale overheidsdiensten
De volgende programmatorische federale overheidsdiensten werden opgericht:
- Programmatorische Federale Overheidsdienst Activabeheer: K.B. van 25 februari 2002
- Programmatorische Federale Overheidsdienst Consumentenzaken: K.B. van 25 februari 2002
- Programmatorische Federale Overheidsdienst Duurzame Ontwikkeling: K.B. van 25 februari 2002
- Programmatorische Federale Overheidsdienst Telecommunicatie: opgericht bij K.B. van 25 februari 2002 en bij K.B. van 16 maart 2007 opgeheven en geïntegreerd in de FOD Economie, K.M.O., Middenstand en Energie
- Programmatorische Federale Overheidsdienst Maatschappelijke Integratie, Armoedebestrijding en Sociale Economie: K.B. van 12 december 2002
- Programmatorische Federale Overheidsdienst Wetenschapsbeleid: K.B. van 12 december 2002

### Voormalige Belgische ministeries
De volgende ministeries werden opgericht (in volgorde van oprichting en volgens hun laatste benaming):
- Ministerie van Binnenlandse Zaken (1831-2002)
- Ministerie van Buitenlandse Zaken, Buitenlandse Handel en Ontwikkelingssamenwerking (1831-2002)
- Ministerie van Justitie (1831-2001)
- Ministerie van Financiën (1831-2002)
- Ministerie van Landsverdediging (1831-heden)
- Ministerie van Openbare Werken (1837-1990)
- Ministerie van Onderwijs (1878-1988)
- Ministerie van Verkeer en Infrastructuur (1884-2001)
- Ministerie van Tewerkstelling en Arbeid (1895-2002)
- Ministerie van Koloniën (1908-1961)
- Ministerie van Economische Zaken (1917-2002)
- Diensten van de Eerste Minister (1918-2001)
- Ministerie van Middenstand en Landbouw (1954-2002)
- Ministerie van Sociale Zaken, Volksgezondheid en Leefmilieu (1958-2001)
- Ministerie van Ambtenarenzaken (1994-2001)

## Gemeenschappen en Gewesten
Voor de gewesten en gemeenschappen blijft - met uitzondering van het Waals Gewest - de naam ministerie behouden. De ministeries kennen een onderverdeling naar beleidsgebieden.

### Vlaanderen

##### Situatie tot en met 31 december 2005
- Ministerie van de Vlaamse Gemeenschap
  - Departement Coördinatie (COO)
  - Departement Algemene Zaken en Financiën (AZF)
  - Departement Wetenschap, Innovatie en Media (WIM)
  - Departement Onderwijs (OND)
  - Departement Welzijn, Volksgezondheid en Cultuur (WVC)
  - Departement Economie, Werkgelegenheid, Binnenlandse Aangelegenheden en Landbouw (EWBL)
  - Departement Leefmilieu en Infrastructuur (LIN)

##### Bestuurlijke hervorming 2006
In het kader van het vernieuwingsproject 'Beter Bestuurlijk Beleid' (BBB), werd vanaf 1 januari 2006 het Ministerie van de Vlaamse Gemeenschap opgesplitst in dertien departementen en een 25-tal agentschappen. Tegelijk vonden er ook personeelsuitwisselingen plaats met verscheidene Vlaamse Openbare Instellingen, waarvan de meeste eveneens werden omgevormd tot een agentschap. De hele operatie resulteerde in een nieuwe overheidsstructuur met verschillende departementen en agentschappen verdeeld over dertien homogene beleidsdomeinen.
Per beleidsdomein bestaat - althans in naam - één ministerie. Het gaat om een verzameling van het departement en de agentschappen zonder rechtspersoonlijkheid van dit beleidsdomein. Het ministerie vormt evenwel geen hiërarchische overkoepeling: het departement en de agentschappen kunnen volledig autonoom van elkaar werken. De agentschappen met rechtspersoonlijkheid worden niet tot het ministerie gerekend.
- Vlaamse overheid
  - Diensten voor het Algemeen Regeringsbeleid
    - Departement Diensten voor het Algemeen Regeringsbeleid
    - Studiedienst van de Vlaamse Regering
    - Interne Audit van de Vlaamse Administratie

  - Ministerie van Bestuurszaken
    - Departement Bestuurszaken
    - Agentschap voor Facilitair Management
    - Agentschap voor Overheidspersoneel
    - Agentschap voor Binnenlands Bestuur

  - Ministerie van Financiën en Begroting
    - Departement Financiën en Begroting
    - Centrale Accounting
    - Vlaamse Belastingdienst

  - Ministerie van Internationaal Vlaanderen
    - Departement Internationaal Vlaanderen
    - Vlaams Agentschap voor Internationale Samenwerking (VAIS)

  - Ministerie van Economie, Wetenschap en Innovatie
    - Departement Economie, Wetenschap en Innovatie
    - Agentschap Economie

  - Ministerie van Onderwijs en Vorming
    - Departement Onderwijs en Vorming
    - Agentschap voor Onderwijsdiensten
    - Onderwijsdienstencentrum voor Hoger Onderwijs en Volwassenenonderwijs
    - Agentschap voor Onderwijscommunicatie

  - Ministerie van Welzijn, Volksgezondheid en Gezin
    - Departement Welzijn, Volksgezondheid en Gezin
    - Agentschap Zorg en Gezondheid
    - Agentschap Jongerenwelzijn
    - Inspectie Welzijn en Volksgezondheid

  - Ministerie van Cultuur, Jeugd, Sport en Media
    - Departement Cultuur, Jeugd, Sport en Media
    - Kunsten en Erfgoed
    - Sociaal-Cultureel Werk voor Jeugd en Volwassenen

  - Ministerie van Werk en Sociale Economie
    - Departement Werk en Sociale Economie
    - Vlaams Subsidieagentschap voor Werk en Sociale Economie

  - Ministerie van Landbouw en Visserij
    - Departement Landbouw en Visserij
    - Agentschap voor Landbouw en Visserij
    - Instituut voor Landbouw- en Visserijonderzoek (ILVO)

  - Ministerie van Leefmilieu, Natuur en Energie
    - Departement Leefmilieu, Natuur en Energie
    - Agentschap voor Natuur en Bos
    - Instituut voor Natuur- en Bosonderzoek (INBO)
    - Vlaams Energieagentschap

  - Ministerie van Mobiliteit en Openbare Werken
    - Departement Mobiliteit en Openbare Werken
    - Agentschap Infrastructuur
    - Agentschap Maritieme Dienstverlening en Kust
    - Agentschap Wegen en Verkeer

  - Ministerie van Ruimtelijke Ordening, Woonbeleid en Onroerend Erfgoed
    - Departement Ruimtelijke Ordening, Woonbeleid en Onroerend Erfgoed
    - Wonen-Vlaanderen
    - Ruimtelijke Ordening Vlaanderen (RO-Vlaanderen)
    - Onroerend Erfgoed
    - Inspectie RWO

### Franse Gemeenschap
- Ministerie van de Franse Gemeenschap[1]
  - Secretariaat-generaal
  - Algemeen Bestuur Onderwijs en Wetenschappelijk Onderzoek
  - Algemeen Bestuur Onderwijspersoneel
  - Algemeen Bestuur Cultuur en Informatica
  - Algemeen Bestuur Infrastructuur
  - Algemeen Bestuur Hulpverlening aan de Jeugd, Gezondheid en Sport

### Duitstalige Gemeenschap
- Ministerie van de Duitstalige Gemeenschap[2]
  - Afdeling Algemene Diensten
  - Afdeling Gezin, Gezondheid en Welzijn
  - Afdeling Opleiding, Werkgelegenheid en Europese Programma's
  - Afdeling Culturele Aangelegenheden
  - Afdeling Onderwijs

### Wallonië
Situatie tot 1 augustus 2008
- Ministerie van het Waals Gewest (Ministère de la Région wallonne)
- Waals Ministerie van Uitrusting en Vervoer (Ministère de l'Équipement et des Transports)

Situatie sinds 1 augustus 2008
- Waalse Overheidsdienst[3]
  - Secretariaat-generaal
  - Algemene Transversale Directie Personeel en Algemene Zaken
  - Algemene Transversale Directie Budget, Logistiek en Informatie- en Communicatietechnologie
  - Algemene Operationele Directie Wegen en Gebouwen
  - Algemene Operationele Directie Mobiliteit en Waterwegen
  - Algemene Operationele Directie Landbouw, Natuurlijke Rijkdommen en Milieu
  - Algemene Operationele Directie Ruimtelijke Ordening, Huisvesting, Patrimonium en Energie
  - Algemene Operationele Directie Lokale Besturen, Sociale Actie en Gezondheid
  - Algemene Operationele Directie Fiscaliteit
  - Algemene Operationele Directie Economie, Werkgelegenheid en Onderzoek

### Brussels Hoofdstedelijk Gewest
- Gewestelijke Overheidsdienst Brussel[4]
  - Secretariaat-generaal
  - Bestuur Plaatselijke Besturen
  - Bestuur Financiën en Begroting
  - Brussel Mobiliteit
  - Bestuur Ruimtelijke Ordening en Huisvesting
  - Bestuur Economie en Werkgelegenheid